# 佩尔达斯代福古
佩尔达斯代福古（義大利語：Perdasdefogu），是意大利撒丁大区努奥罗省的一个市镇。总面积77.73平方公里，人口2154人，人口密度27.7人/平方公里（2009年）。ISTAT代码为105014。